# Paulo Vilela
Paulo Vilela (nome artístico de Anderson Paulo de Melo Vilela, São Paulo, 27 de julho de 1981) é um ator brasileiro.

## Carreira
Seriados
- 2001 - Altas Horas - quadro Histórias da Noite.
- 2004 - Malhação - participação.
- 2005 - Carandiru, Outras Histórias
- 2007 - Linha Direta - Justiça - A Chacina da Candelária.
- 2008 - Linha Direta - Justiça - Ana Lídia.
- 2011 - Fantástico - quadro O Cupido.
- 2012 - Edifício 256 - Caio Pinto
- 2013 - A Grande Familia - Participação
- 2014 - A Teia - Participação
- 2014/presente  - Conselho Tutelar - César

Telenovelas
- 2008 - Beleza Pura - Anderson
- 2010 - Escrito nas Estrelas - Breno Bittencourt
- 2016 - Os Dez Mandamentos - Natan
- 2017 - Apocalipse - HD
- 2019 - Amor sem Igual - Geraldo (Assistente Social)
- 2023 - Reis - Quimã

Cinema
- 2007 - Tropa de Elite .... Edu
- 2012 - Amor Proibido - Paulo
- 2014 - Lascados (Filme).... Deco

Teatro
- 2000 - O Crime no Chalé da Montanha - Travesti
- 2001 - As Mulheres de Cássia - Joana
- 2001 - O Acidente da Perua - juiz.
- 2004 - As Mulheres de Cássia - Joana
- 2005 - Preso na Rede - Beto
- 2010 -   Os Campeões- Caio
- 2013 - Álbum de Família - Edmundo
- 2018 - A Bussola dos que mentem Demais - diversos personagens.
- 2018 - O Fantasma Autoral - Diversos personagens.

## Prêmios e Indicações
- 2008 - Prêmio Qualidade Brasil - indicado a melhor ator revelação na novela Beleza Pura
- 2012 - CCMQ - Melhor ator pelo filme "Amor Proibido"
- 2012 - Festival de Cinema de Cabo Frio - indicado a melhor ator pelo filme Amor Proibido
- 2013 - Festival Art Deco de Cinema - indicado a melhor ator pelo filme Amor Proibido
- 2015 - Homenageado com uma moção, pelo trabalho realizado na série Conselho Tutelar, na Câmara Municipal do Rio de Janeiro.[1]